# Stanton Warriors

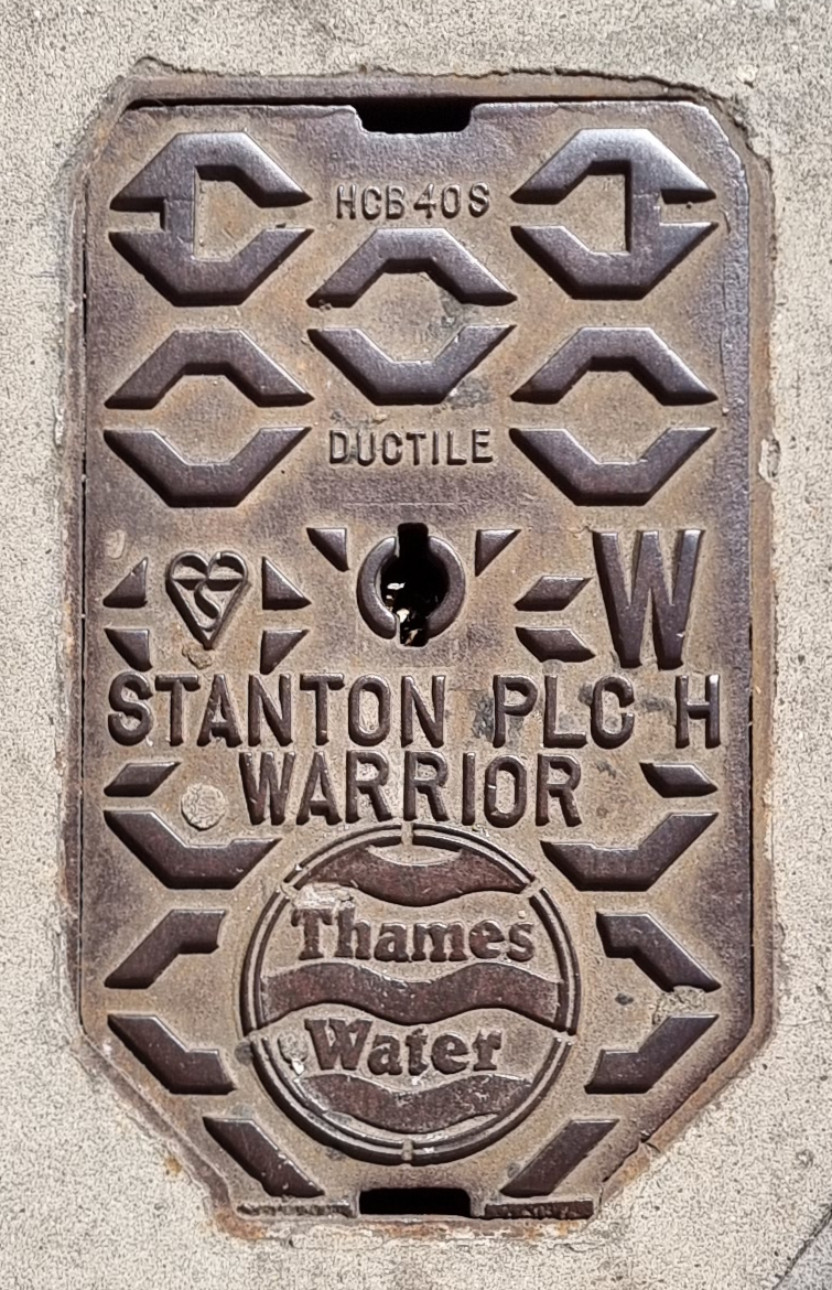
Une plaque d'égout Stanton Ironworks Warrior dans une rue de Londres.

Les Stanton Warriors sont un duo de DJ et producteur anglais formé par Dominic Butler et Mark Yardley. 

## Historique
Originaire du West Country, le duo s'est produit internationalement à l'occasion de leurs célèbres soirées Stanton Sessions en Europe, Amérique du Nord, Asie ainsi qu'en Australie. Leur nom proviendrait d'une plaque d'égout conçue par Stanton Ironworks cadrant ainsi avec leur univers underground. 
Leur troisième album, Stanton Session Vol.3 est paru au Royaume-Uni le 27 octobre 2008, il s'agit jusqu'à aujourd'hui de leur meilleur vente, The Island Def Jam Music Group l'a noté 5/5. Un coffret représentant une plaque d'égout, tiré en édition limitée, existe également : Stanton Sessions Volume 3 (Deluxe Edition). 
Les graffiti de leurs artworks sont généralement conçus par quelques artistes renommé tels que Sheone et Rough ; ce dernier a par ailleurs remporté un award du design pour la couverture de leur single Da Antidote.
Enfin, les Stantons sont connus pour sortir des Dj sets[Quoi ?] promotionnels gratuitement sur leur site web où l'on trouve aussi des vidéos live de leur concert. Maintenant installés à l'ouest de Londres, ils dirigent le label Punks.

## Discographie (non exhaustive)

### Albums et EPs
- 1997: Headz of State EP (with Deeper Cut)
- 1997: Deeper Cut/Headz of State EP
- 2001: The Stanton Session
- 2006: The Stanton Sessions Vol. 2 / The Lost Files
- 2006: Fabric Live 30
- 2007: Remixes (Skint) - (compilation of Stanton Warrior's remixes of other artists)
- 2008: The Stanton Sessions Vol. 3
- 2011: The Warriors - UK #186[1]
- 2013: Sessions IV

### Singles
- Da Virus
- 2001: Da Antidote - UK #69[2]
- 2003 : Everybody Come On (Can U Feel It) (Stanton Warriors Remix) - Mr Reds vs DJ Skribble - UK #13
- Precinct
- 2011 : Turn Me Up Some
- 2013 : Cut Me Up

### Remixes
- Basement Jaxx - Bingo Bango (Stanton Warriors Remix)
- Fatboy Slim - Demons (Stanton Warriors Remix)
- Basement Jaxx - Where's Your Head At (Stanton Warriors Remix)
- The Streets - Has It Come To This (Stanton Warriors Remix)
- Azzido Da Bass - Dooms Night (Stanton Warriors Remix)
- Mylo - Drop The Pressure (Stanton Warriors Remix) (Punks)
- Deekline & Ed Solo - Hands Up (Stanton Warriors Remix)
- Claude VonStroke - Who's Afraid of Detroit (Stanton Warriors Remix)
- Cosmos - Take Me With You (Stanton Warriors 'Break Me with You' Remix) (Punks)
- Booka Shade - Mandarine Girl (Stanton Warriors Remix)
- Gorillaz - Feel Good Inc (Stanton Warriors Remix)
- Gabrielle - Falling (Stanton Warriors Vocal Mix / Stanton Warriors Dub Mix)
- Brighton Port Authority - Toe Jam (Stanton Warriors Remix)
- Alter Ego - Rocker (Stanton Warriors Remix)
- Goose - Bring It On (Stanton Warriors Remix)
- Apollo 440 - Dude Descending a Staircase (Stanton Warriors Remix)
- Tim Deluxe - It Just Won't Do (Stanton Warriors Remix)
- Beginnerz - Reckless Girl (Stanton Warriors Remix)
- Plump DJs - Shifting Gears (Stanton Warriors Remix) (Finger Lickin' Records)
- Eurythmics – Here Comes the Rain Again (Stanton Warriors Remix)
- Frankie Valli et The Four Seasons – Beggin'  (Stanton Warriors Remix)’ (CDR)
- DJ Mehdi – Signatune (Stanton Warriors remix) - Ed Banger
- Digitalism – Zdarlight (Stanton Warriors remix) - Virgin
- Chemical Brothers – Saturate (Stanton Warriors mix)
- Yo Majesty – Club Action (Stanton Warriors Remix)
- DJ Skribble vs Stanton Warriors – Everybody Come On
- The Black Eyed Peas – The Time (Stanton Warriors Remix)
- M.I.A. – Internet Connection (Stanton Warriors Remix)
- Tensnake - Coma Cat (Stanton Warriors Re-Bump)
- Daft Punk - Derezzed (Stanton Warriors Tron Punk Re-Bounce)
- Boys Noize - Yeah (Stanton Warriors Re-Bump)
- Big Boy - Shutterbug (Stanton Warriors Re-F*ck)
- Jay Z feat. Kanye West - N!**@s In Paris (Stanton Warriors Remix)
- Julio Bashmore - Au Seve (Stanton Warriors Re-Bash)
- Young MC - Know How (Stanton Warriors Remix)

## Vidéo clip
En août 2013, le blog de musique de Vice Magazine, Thump, fait l'avant-première de la vidéo appelée Cut Me Up. Tourné à Los Angeles, la vidéo raconte l'histoire d'un gang fictif de skaters nommé les Stanton Warriors. Elle fut diffusée en avant première sur MTV en septembre. Elle est réalisée par Edward John Drake.